# درزيكلا (دابوي الجنوبي)
درزیکلا (بالفارسية: درزیکلا) هي قرية تقع في إيران في قسم دابوي الجنوبی الريفي. يقدر عدد سكانها بـ 828 نسمة بحسب إحصاء 2016.